# Bernhard von Prittwitz und Gaffron
Alexander Friedrich Erdmann Bernhard von Prittwitz und Gaffron (* 6. Februar 1845 auf Gut Kasimir, Landkreis Leobschütz, Oberschlesien; † 12. August 1923 ebenda) war preußischer Rittmeister, Landesältester von Oberschlesien und Herr auf den Gütern Kasimir, Berndau, Bergvorwerk und Annahof, alle Kr. Leobschütz, und Rechtsritter des Johanniterordens.

## Familie

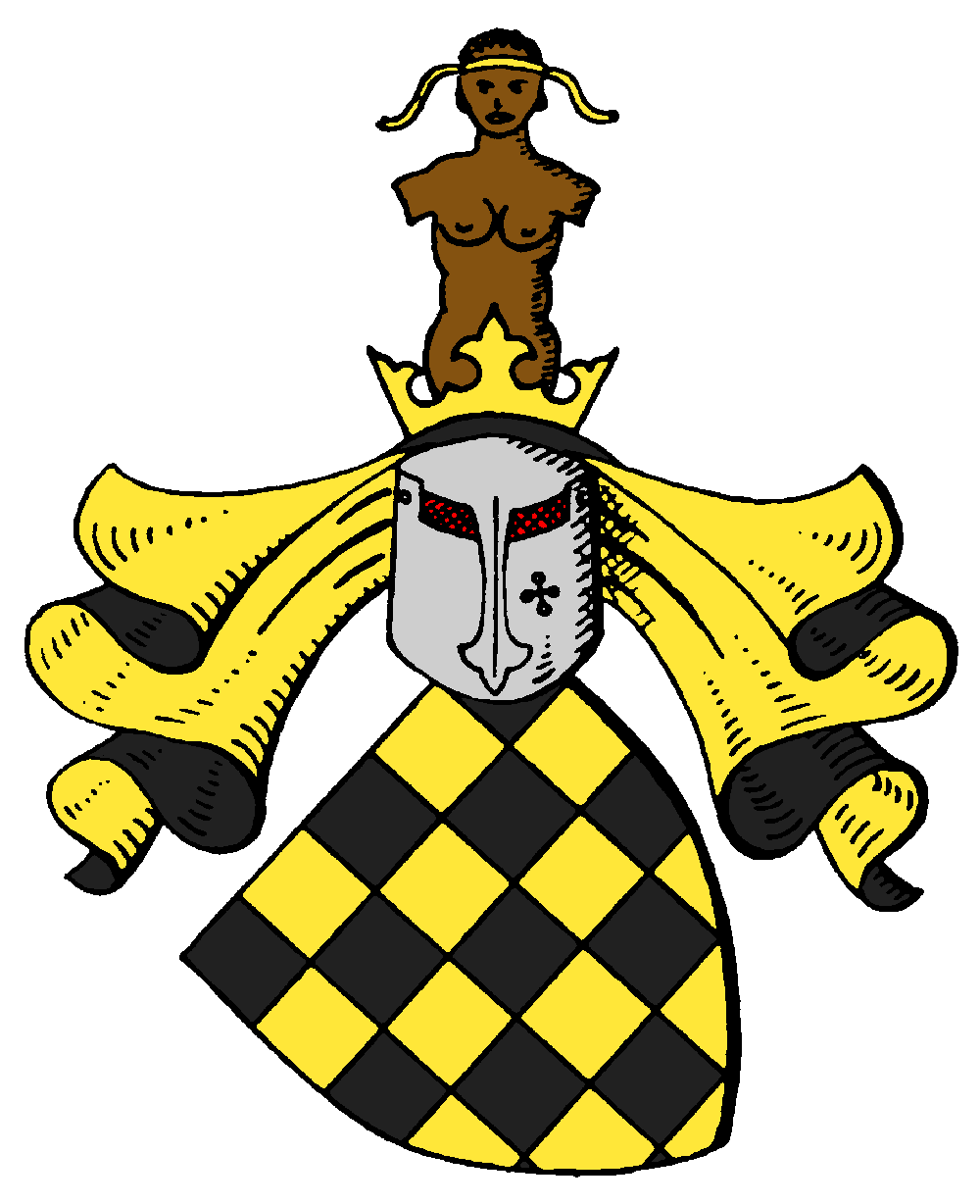
Das Wappen der Familie von Prittwitz und Gaffron

Prittwitz entstammte einem alten schlesischen Adelsgeschlecht und war der Sohn des Landesältesten des Kreises Neustadt (Oberschlesien) und Direktor der Oberschlesischen Landesschaft Alexander von Prittwitz und Gaffron, Herr auf den Gütern Kasimir, Berndau, Groß-Gläsen u. a., und der Johanna Freiin von Wallbrunn.
Er heiratete in erster Ehe am 19. September oder 1. Oktober 1873 auf Gut Uhla, Livland (Baltikum) Elisabeth Baronesse Staël von Holstein (* 12./24. Oktober 1855 in Pernau, Livland; † 15. Dezember 1878 auf Gut Kasimir), die Tochter des livländischen Landrats und kaiserlich russischen Kammerherrn Reinhold Baron Staël von Holstein, Herr auf Uhla und Surri, und der Auguste Freiin von der Pahlen.
In zweiter Ehe heiratete Prittwitz am 11. Juli 1881 auf Schloss Moisdorf, Kr. Jauer (Niederschlesien) Hertha von Prittwitz und Gaffron (* 27. Oktober 1852 auf Gut Wiesegrade, Kr. Oels, Niederschlesien; † 10. August 1929 auf Gut Kasimir), die Tochter des königlich preußischen Kammerherrn, Majors und Landesältesten Wilhelm von Prittwitz und Gaffron, Herr auf den Gütern Moisdorf und Wiesegrade, und der Leokadie Freiin von Hohberg und Buchwald.